# Kill Me, Heal Me
A Kill Me, Heal Me (hangul: 킬미 힐미, RR: Kilmi Hilmi) 2015-ben bemutatott dél-koreai dorama, melyet az MBC televízió tűzött műsorra Csi Szong (Ji Seong), Hvang Dzsongum (Hwang Jeong-eum), Pak Szodzsun (Park Seo-jun), O Minszok (Oh Min-seok) és Kim Juri (Kim Yu-ri) főszereplésével. A sorozat a disszociatív személyiség és a gyermekbántalmazás témakörét járja körül, alakításáért Csi Szong (Ji Sung) számos pozitív kritikát kapott.

## Történet
Csha Dohjon (Cha Do-hyeon) gazdag csebol (chaebol)család örököse, azonban családja elől is rejtegeti titkát, miszerint disszociatív személyiségzavarral küzd. Gyerekkorában traumatikus élmények érték, aminek következtében saját énjén kívül hat különálló személyiség él az elméjében: Perry Park, az akcentussal beszélő, nagy lábon élő bombagyártó; Sin Szegi (Sin Segi), a bajkeverő, dühös verekedő; An Joszob (An Yoseob), a 17 éves, öngyilkos hajlamú fiú; An Jona (An Yona), a 17 éves, minden lében kanál tinilány; Nana, a hétéves kislány és Mr X, egy rejtélyes, kalapos úr. Egyik személyisége, Szegi (Segi) elhatározza, hogy megszabadul a fő személyiségtől, Dohjon (Dohyeon)tól. A férfi közben megismerkedik O Ridzsin (Oh Ri Jin)nel, a pszichiáterrezidenssel, és segítségét kéri: legyen titokban az orvosa. A nő segítségével Dohjon (Dohyeon) elkezdi kibogozni a múltját, megtalálni elvesztett gyerekkori emlékeit, amelyek fájdalmasak a számára, és amelyek a személyiségzavarát okozták. Közben rádöbben, hogy Ridzsin (Rijin) része volt ennek a múltbéli fájdalomnak.

## Szereplők
- Csi Szong (Ji Seong): Csha Dohjon (Cha Do-hyeon), valamint 6 másik személyiség
- Hvang Dzsongum (Hwang Jeong-eum): O Ridzsin (Oh Ri-jin), pszichiáterrezidens
- Pak Szodzsun (Park Seo-jun):  O Rion (Oh Ri-on), író, Ridzsin (Ri-jin) bátyja
- O Minszok (Oh Min-seok): Csha Gidzsun (Cha Gi-jun), Dohjon (Do-hyeon) unokatestvére és riválisa
- Kim Juri (Kim Yu-ri): Han Cshejon (Han Chae-yeon), Dohjon (Do-hyeon) első szerelme, Gidzsun (Gi-jun) menyasszonya
- Cshö Vonjong (Choi Won-yeong): An titkár
- Ko Cshangszok (Go Chang-seok): Szok Hophil (Seok Ho-pil), Dohjon (Doh-yeon) orvosa, Ridzsin (Ri-jin) tanára
- Kim Jonge (Kim Yeong-ae): Dohjon (Do-hyeon) nagyanyja, a vállalat elnöke
- Sim Hjedzsin (Sim Hye-jin): Dohjon (Do-hyeon) anyja
- An Neszang (An Nae-sang): Dohjon (Do-hyeon) apja
- Kim Hidzsong (Kim Hui-jeong): Ridzsin (Ri-jin) örökbefogadó anyja
- Pak Csungju (Park Jun-gyu): Ridzsin (Ri-jin) örökbefogadó apja

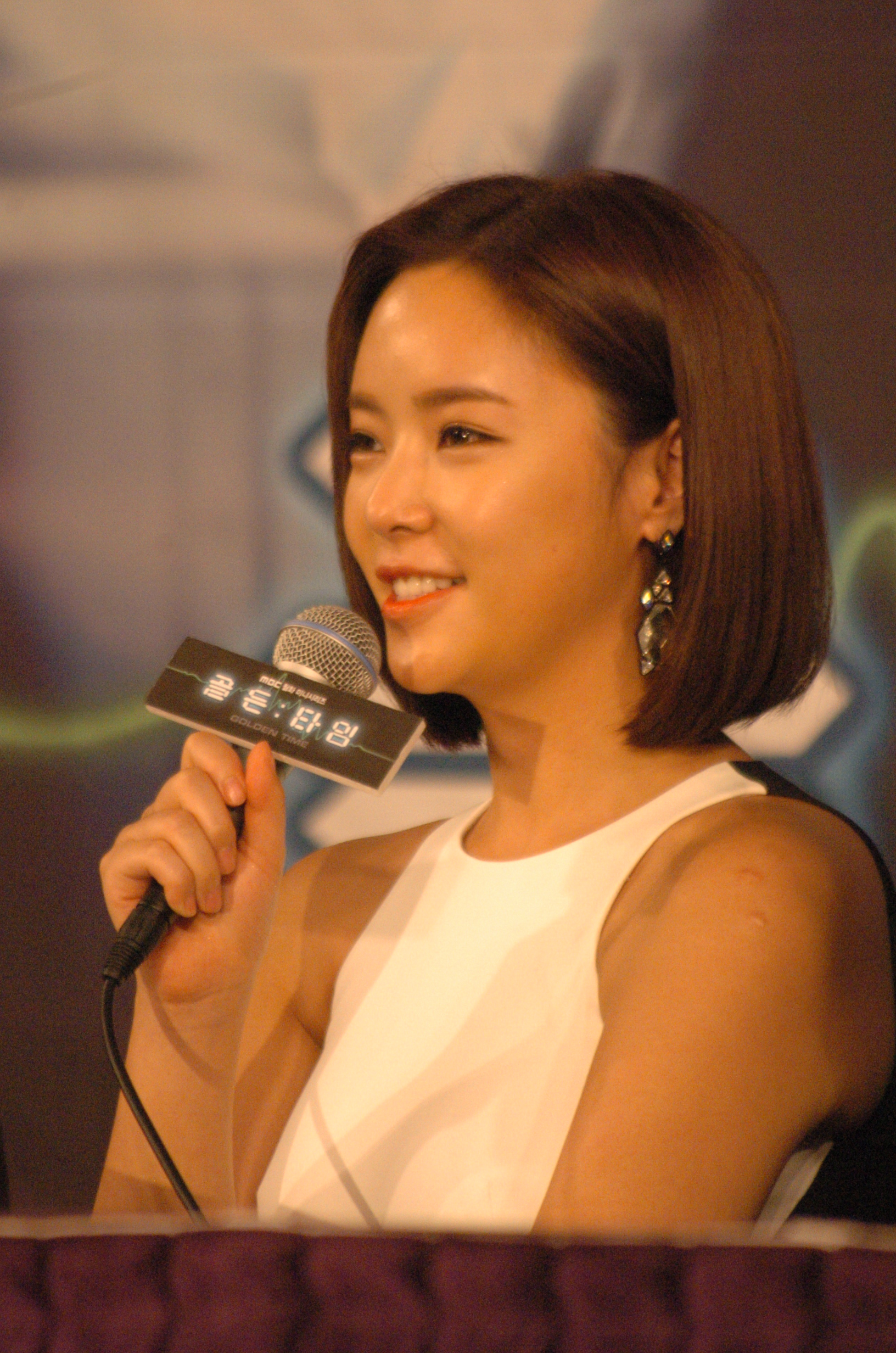
Hvang Dzsongum (Hwang Jeong-eum)
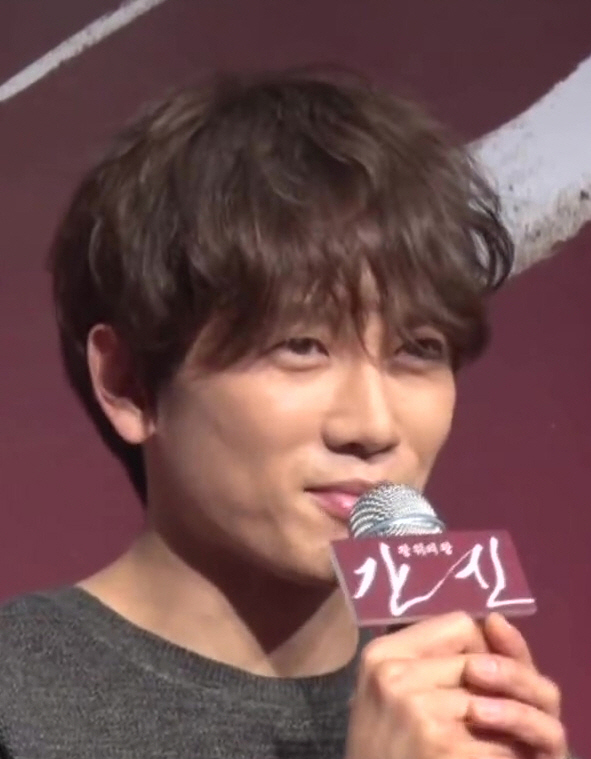
Csi Szong (Ji Seong)
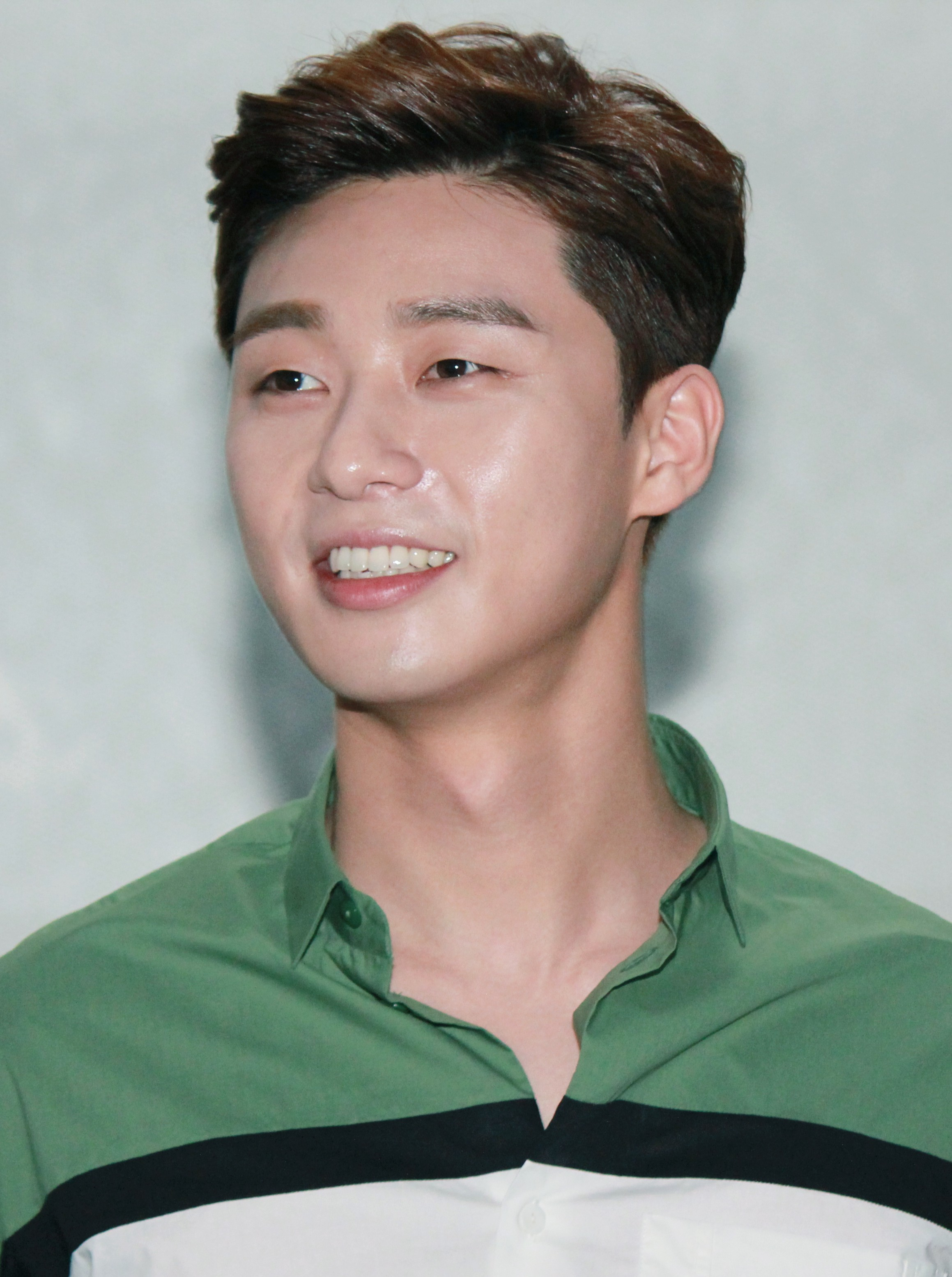
Pak Szodzsun (Park Seo-jun)